# Bolkhovitinov S-2M-103 Sparka
El Bolkhovitinov S-2M-103 Sparka  (por skorostnoy (alta velocidad) con dos motores M-103); fue un proyecto de bombardero de alta velocidad diseñado y construido en la URSS entre 1937 y 1940. Otras designaciones utilizadas en diversos momentos fueron: BBS-1, BB y LB-S.

## Historia, diseño y desarrollo
Con la intención de crear un bombardero ligero de alta velocidad, Viktor Bolkhovitinov diseñó lo que comúnmente se conoce como Bolkhovitinov S o Sparka.  La Fuerza Aérea Soviética (VVS) durante las pruebas de vuelo se refirió al avión como S-2M-103, (skorostnoy (alta velocidad) con dos motores M-103); sin embargo, a lo largo de los años se han aplicado otras designaciones. La designación común de Sparka significa doble, porque la aeronave tenía dos motores montados en tándem. Otras designaciones son BBS-1 por blizhniy bombardirovshchik skorostnoy (bombardero de corto alcance, alta velocidad), BB por blizhniy bombardovshchik (bombardero de corto alcance) y LB-S por lyohkiy bombardirovshchik-sparka (bombardero ligero).
El Sparka era un avión de ala baja de construcción totalmente en aluminio con revestimiento estresado; tenía una cola bideriva para aumentar y mejorar el campo de fuego del artillero trasero y el tren de aterrizaje era completamente retráctil hacia la parte trasera; las ruedas giraban 90° para alojarse en posición plana dentro del intradós alar. El piloto y el navegante/bombardero/artillero se sentaban en tándem bajo una larga cubierta. Entre el piloto y el segundo miembro de la tripulación había una pequeña bahía de bombas con una capacidad de 400 kg. Una sección de plexiglás en la parte inferior de la aeronave, justo detrás de la bahía de bombas, proporcionaba al bombardero una vista del suelo. 
Estaba propulsado por dos motores de 12 cilindros en V Klimov M-103A colocados en tándem en el morro del avión. El motor Klimov M-103 derivó del M-100, que era a su vez una copia con licencia del Hispano-Suiza 12Ybrs. Este paquete de motores acoplados designado M-103SP producía 960 CV (716 kW). Cada motor impulsaba la mitad de la unidad de hélices contrarrotativas de seis palas coaxial. Esta disposición del motor y las hélices era similar al Fiat AS.6 instalado en el Macchi M.C.72 italiano y al Hispano-Suiza 12Y  en el francés Arsenal VB 10 . Con esta disposición propulsora, el motor delantero impulsaba la hélice trasera, y el motor trasero la hélice delantera a través de un eje de transmisión que pasaba entre la V del motor delantero. Se instaló un radiador en un gran ducto justo debajo del motor trasero que enfriaba ambos motores.
Bolkhovitinov inició el trabajo de diseño en el Sparka en 1937, y la construcción del prototipo comenzó en julio de 1938. El avión realizó su primer vuelo en enero de 1940 (alguna fuente dice que a finales de 1939). Las pruebas realizadas por las VVS se llevaron a cabo desde marzo hasta julio de 1940. El Sparka mostró una buena velocidad, alcanzando los 570 km/h. Sin embargo, la carrera de despegue era excesiva, la velocidad de aterrizaje eran altas y la visibilidad sobre la proa se vio afectada. Además, se encontraron algunos problemas con la rotura del eje de transmisión de la hélice del motor trasero debido a vibraciones excesivas. Aun así, la aeronave recibió una evaluación positiva, observando que la instalación de los motores en tándem eliminó una considerable cantidad de la resistencia que ejercen dos góndolas motoras separadas.
Se diseñó una nueva ala con una sección aerodinámica NACA-230 para mejorar el rendimiento de despegue y aterrizaje. El avión fue probado con esta nueva ala de septiembre a diciembre de 1940, y mejoró las características de despegue y aterrizaje del avión. Fue reconfigurado con un único motor Klimov M-105P de 783 kW, 1.050 hp (algunos dicen 103P), que se instaló en el compartimiento del motor delantero. El M-105P fue un desarrollo del M-103P y podría equiparse con un cañón entre la V del motor para disparar a través del buje de la hélice. El M-105P conservó el diámetro y el recorrido del anterior M-103P (y M-103SP). También, el avión se probó con tren de esquís a principios de 1942, pero, en general demostró poca potencia con el único M-105P, alcanzando una velocidad máxima de solo 400 km/h a 4.000 m.

## Variantes
Bolkhovitinov I
AM Isayev fue el diseñador principal de este caza/bombardero en picado experimental basado en un 'S' más pequeño, con motores en tándem M-107 previstos para aviones de producción y motores M-103 o M-105 para el prototipo. Las características avanzadas planeadas para el 'I' incluían una estructura de aleación de magnesio de forja de alta resistencia (Elektron), tanques de combustible integrales, tren de rodaje triciclo y la provisión para el lanzamiento desde catapultas.
Bolkhovitinov D
Un bombardero pesado proyectado con dos motores en tándem, fuselaje en forma de huso con góndola saliente, ala media y ruedas principales gemelas, área de ala de 140 m²  y un peso máximo de 28.000 kg. También se planeó una variante de pasajeros, pero todo el trabajo se abandonó al inicio de las hostilidades con Alemania en 1941.

## Especificaciones técnicas
Referencia datos: Gunston, Bill. “The Osprey Encyclopaedia of Russian Aircraft 1875–1995”. London, Osprey. 1995. ISBN 1-85532-405-9

### Características generales
- Tripulación: 2
- Longitud: 13,20 m
- Envergadura: 13,80 m
- Superficie alar: 22,90 m²
- Peso vacío: 3.400 kg
- Peso cargado: 5.150 kg
- Peso máximo al despegue: 5.652 kg
- Planta motriz: 2× Lineal motor V12  refrigerado por líquido Klimov M-103.
  - Potencia: 715,9 kW (960 hp) cada uno.
- Hélices: 1× contrarrotativa de seis palas por motor.

### Rendimiento
- Velocidad nunca excedida (Vne): 570 km/h
- Velocidad crucero (Vc): 520 km/h
- Alcance: 700 km

### Armamento
- Ametralladoras: 1× ShKAS de 7,62 mm
- Bombas: 400 kg

### Aviones de función, configuración y época comparables
- Macchi M.C.72
- Latécoère 299
- Arsenal VB-10